# Англо-квебекці

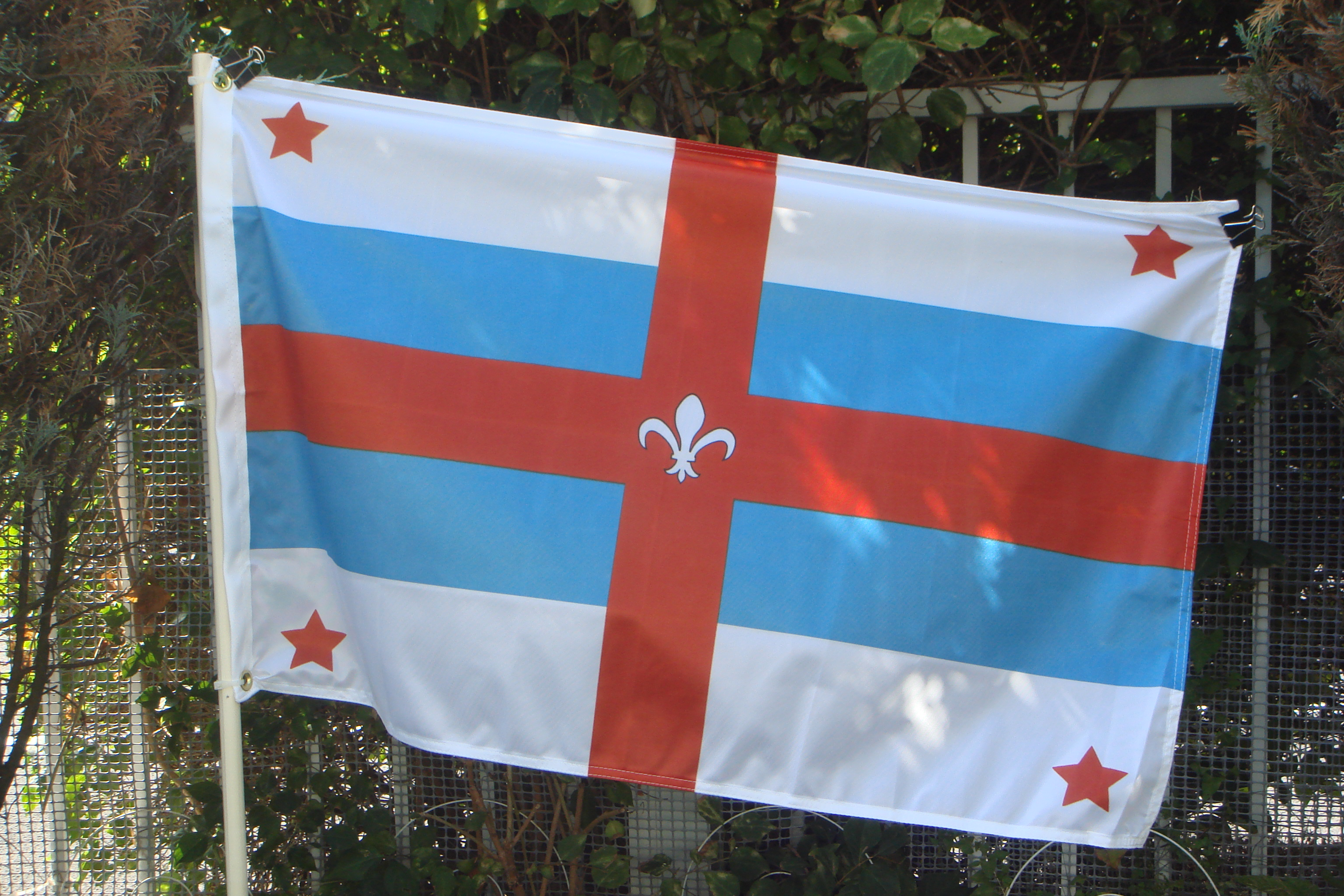
Прапор англо-квебекців

Англо-квебекці (фр. Les Anglo-Québécois, англ. Anglo-Quebeckers) — найбільша англомовна меншина на території провінції Квебек, що становить 8% населення цієї найбільшої канадської провінції, де єдиною офіційною мовою з 1974 р. є французька мова, а понад 80% населення складають франко-канадці (точніше квебекці).

## Походження
На відміну від франко-квебекців, в основному потомків емігрантів з Франції 1600-1750 рр., англо-квебекці сформувалися на території Квебека після 1780-х як потомки лоялістів та емігрантів з Європи та Великої Британії, котрі до 1970-х з різних причин інтегрувалися до англоканадського культурно-мовного середовища. Основна частина англо-квебекців, таким чином, мають англійське, ірландське, грецьке та італійське походження. Значна частка англо-канадців сповідують протестантство.

## До та після Тихої революції
З 1780-х по 1960-і рр., англо-квебекці, англоканадці та американці монополізували економічне та політичне життя у Квебеку, утискуючи та дискримінуючи франкомовну більшість, прагнучи асимілювати її шляхом залякувань, заборон та інших обмежувальних заходів на вживання французької мови. Після Тихої революції, коли завершилась емансипація франкоканадців, позиції англо-квебекців, котрі активно намагалися, за підтримки британської влади, колонізувати територію Квебека, різко ослабли.

## Численність
Свого розквіту англо-квебекська меншина досягла в середині 19 ст., коли вони становили близько 25% населення провінції, в тому числі близько 40% населення міста Квебек і порядку 55% населення Монреаля. З початку 1970-х спостерігається інтенсивна еміграція англо-квебекців з провінції, що пояснюється їхньою відмовою від інтеграції до франкомовного суспільства. Численність англо-квебекців на теперішній час становить близько 550 тис. осіб, вони складають вже менш ніж 8% населення провинції Квебек. Рідною для них є англійська мова, хоч вона більше не є офіційною у Квебеку, англійською зберігається широка мережа послуг для ангофоні, що мешкають у провінції. Найбільшим культурно-мовним центром англо-квебекців і надалі лишається місто Монреаль, де англофони становлять 12% населення, в тому числі 25% на території безпосередньо острова Монреаль.
В минулому практично вся територія Квебека стала об'єктом англо-квебекської колонізації, особливо півострів Гаспе, Східні Кантони, де англофони переважали до кінця 1860-х, район Гатіно-Оттава, місто Квебек, Монреаль.